# Cybaeus minor
Cybaeus minor är en spindelart som beskrevs av Cornelius Chyzer 1897. Cybaeus minor ingår i släktet Cybaeus och familjen vattenspindlar. Inga underarter finns listade i Catalogue of Life.